# Richard Hovannisian

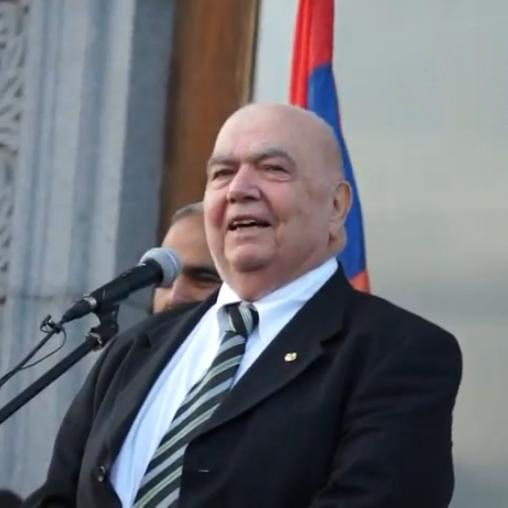
Richard Hovannisian (2013)

Richard G. Hovannisian (* 9. November 1932 in Tulare, Kalifornien; † 10. Juli 2023 in Los Angeles, Kalifornien) war ein US-amerikanischer Historiker und Professor armenischer Abstammung, der v. a. zur Geschichte des Genozids an den Armeniern und zur Geschichte der ersten armenischen Republik veröffentlicht hat.

## Leben und Wirken
Geboren im Jahr 1932 in Kalifornien, wuchs Hovannisian in der kleinen armenischen Gemeinschaft des San Joaquin Valley auf, welche sich stark auf den Weinanbau spezialisiert hatte und oftmals ursprünglich aus dem gleichen armenischen Dorf in Kleinasien stammte. Seine Kindheit war begleitet von den Geschichten von Überlebenden des Völkermords. Auch seine Eltern hatten den Völkermord überlebt. Sein Vater Kaspar hatte einst den Familiennamen von Gavroian in Hovannisian, nach dem Vornamen von dessen Vater, geändert.
Anfang der 1950er Jahre wurde Simon Wratzjan, der letzte Premierminister der ersten armenischen Republik und Autor eines bekannten Buches über die Erste Republik, zu Hovannisians Mentor während seines Studiums der armenischen Sprache an der Hamazkayin Nishan Palanjian Jemaran in Beirut, Libanon. Dieser Einfluss veranlasste Hovannisian, sein erstes wissenschaftliches Werk ebenfalls über die Erste Republik Armenien zu verfassen.
Hovannisian erreichte den Bachelor-Grad in Geschichte 1954 und absolvierte anschließend ein Master-Studium an der University of California, Berkeley. Im Jahr 1966 erreichte er seine Promotion an der University of California, Los Angeles. Seine Dissertationsschrift Armenia on the Road to Independence, 1918 wurde im Jahr darauf publiziert und bildete den Auftakt für seine folgenden vier Bände zur Geschichte der ersten Republik Armenien.
Im Jahr 1974 führte Hovannisian zusammen mit Dickran Kouymjian, Nina Garsoïan, Avedis Sanjian und Robert Thomson das Projekt zur Gründung einer Gesellschaft für Armenische Studien (Society for Armenian Studies, SAS) an. Das Hauptziel dieser Gruppe war die Entwicklung der Armenischen Studien als akademische Disziplin. Mit sehr begrenzten Mitteln gelang es die Grundlagen für eine Gesellschaft zu schaffen, die bei der Entwicklung der Armenischen Studien in Nordamerika und darüber hinaus eine entscheidende Rolle spielen sollte. Hovannisian war drei Amtszeiten lang Präsident der SAS (1977, 1991–1992, 2006–2009).
1987 wurde er der erste Inhaber des Stiftungslehrstuhls für moderne armenische Geschichte der Armenian Education Foundation an der UCLA, der nach seiner Pensionierung zu seinen Ehren in Richard Hovannisian Stiftungslehrstuhl für moderne armenische Geschichte umbenannt wurde, dessen erster Inhaber Professor Sebouh Aslanian ist.
Hovannisian war Guggenheim-Stipendiat und erhielt zahlreiche renommierte nationale und internationale Auszeichnungen für seine akademischen Verdienste und für sein bürgerschaftliches Engagement. Er gehörte dem Vorstand mehrerer nationaler und internationaler Bildungseinrichtungen an und war Mitglied der Armenischen Nationalen Akademie der Wissenschaften. Nach der Fertigstellung seines vierbändigen Werks zur ersten Republik Armenien widmete er seine Forschungen und seine Karriere dem Kampf gegen die Leugnung des Völkermords an den Armeniern, der Erforschung der Geschichte der einst von Armeniern besiedelten Städte und Dörfer in den Provinzen des Osmanischen Reiches und dem Verfassen von Lehrbüchern zur modernen armenischen Geschichte. Obwohl er eigentlich kein Wissenschaftler auf dem Gebiet des Völkermords an den Armeniern war, hat er viel zu diesem Thema beigetragen. Er gab mehrere Bände zu verschiedenen Aspekten des Genozids an den Armeniern heraus, darunter historische, literarische und künstlerische Perspektiven.
Auch laut dem Armenian National Committee of America „war Richard Hovannisian einer der Begründer der Armenischen Studien als Disziplin in den Vereinigten Staaten. Er verfasste zahlreiche Artikel und Bücher, die als grundlegend gelten, und bildete gleichzeitig junge Wissenschaftler aus, die später zu Experten für die Erforschung Armeniens von der Antike bis zur Moderne wurden.“
Die Richard G. Hovannisian Armenian Genocide Oral History Collection mit über 1000 Zeugenaussagen ist die größte bestehende Sammlung von Stimmen armenischer Überlebender des Völkermords. Im Jahr 2018 vertraute Hovannisian die Sammlung dem USC Shoah Foundation Visual History Archive an.

## Familie
Hovannisians Ehefrau Vartiter Hovannisian, geborene Kotcholosian (1931–2021), war Ärztin, Autorin und Aktivistin. Sie war in Charkiw in der Ukraine geboren und hatte die Nachkriegsjahre in Displaced Persons-Lagern in Deutschland verbracht, bevor sie mit ihrer Familie nach Fresno in die USA auswanderte. Ihr Buch Dzitogh: an historical-ethnographic study of the village of Dzitogh in the Plain of Karin (Erzerum) on the Armenian Plateau von 1972 widmet sich den (ehemaligen) Bewohnern ihres familiären Herkunftsortes.
Hovannisians Sohn Raffi Hovannisian ist Politiker in Armenien und war der erste Außenminister eines erneut unabhängigen Armenien Anfang der 1990er Jahre. Er war Gründungsvorsitzender der armenischen Partei Erbe.

## Schriften
Monographien
- Armenia on the Road to Independence, 1918. (Dissertation) Berkeley, Calif.: University of California Press 1967, ISBN 978-0-520-00574-7
- The Republic of Armenia, 4 Bände, Berkeley, Calif.: University of California Press, 1971–1996, ISBN 0-520-01984-9 (Bd. 1); ISBN 0-520-04186-0 (Bd. 2); ISBN 0-520-08803-4 (Bd. 3); ISBN 0-520-08804-2 (Bd. 4)
- The Armenian Holocaust: A Bibliography Relating to the Deportations, Massacres and Dispersion of the Armenian People, 1915-1923. National Association for Armenian Studies & Research 1980, ISBN 978-0-935411-05-8
- The Armenian Genocide: Wartime Radicalization or Premeditated Continuum. Routledge 2006, ISBN 978-1-4128-0619-0

Herausgeberschaften
- The Armenian image in history and literature. Malibu, Calif.: Undena Publications 1981, ISBN 0-89003-088-X
- Islam’s Understanding Of Itself. Malibu, Calif.: Undena Publications 1983, ISBN 978-0-89003-135-3
- Ethics in Islam. Malibu, Calif.: Undena Publications 1985, ISBN 978-0-89003-182-7
- The Armenian genocide: history, politics, ethics. Mit einem Vorwort von George Deukmejian, New York: St. Martin’s Press 1992, ISBN 0-312-04847-5
- The Armenian people from ancient to modern times. 2 Bände, New York: St. Martin’s Press 1997f., ISBN 0-312-10169-4 (Bd. 1); ISBN 0-312-10168-6 (Bd. 2)
- mit Georges Sabagh: The Persian presence in the Islamic world. New York: Cambridge University Press 1997, ISBN 0-521-59185-6
- mit Georges Sabagh: The Thousand and one nights in Arabic literature and society. Mit einer Einleitung von Fedwa Malti-Douglas, Cambridge; New York: Cambridge University Press 1997, ISBN 0-521-57397-1
- Remembrance and denial: the case of the Armenian genocide. Detroit: Wayne State University Press 1998, ISBN 0-8143-2777-X
- mit Georges Sabagh: Religion and culture in medieval Islam. Cambridge: Cambridge University Press 1999, ISBN 0-521-62350-2
- mit David N. Myers: Enlightenment and diaspora: the Armenian and Jewish cases. Atlanta, Ga.: Scholars Press 1999, ISBN 0-7885-0604-8
- Looking Backward, Moving Forward: Confronting the Armenian Genocide. Routledge 2003, ISBN 978-0-7658-0519-5
- The Armenian Genocide: Cultural and Ethical Legacies. Piscataway, New Jersey: Transaction Publishers 2007, ISBN 978-1-4128-0619-0
- mit Wendy Lower und Kirsti Zitar: John Minassian: Surviving the forgotten genocide: an Armenian memoir. Lanham, Maryland: Rowman & Littlefield 2020, ISBN 978-1-5381-3370-5 (Druck); ISBN 978-1-5381-3371-2 (E-Book)

Herausgeberschaften (Zeitschriften)
- Armenian Review. Band 44 (1991)

Herausgeberschaften (Regionalstudien)

Als Lehrstuhlinhaber für moderne armenische Geschichte an der UCLA organisierte Hovannisian die Konferenzreihe „Historische armenische Städte und Provinzen“. Die Konferenzberichte, alle von Hovannisian herausgegeben, wurden von Mazda Publishers veröffentlicht:
- Armenian Van/Vaspurakan. Costa Mesa, Kalif.: Mazda Publishers 2001, ISBN 978-1-56859-130-8
- Armenian Baghesh/Bitlis and Taron/Mush. Costa Mesa, Kalif.: Mazda Publishers 2001, ISBN 978-1-56859-136-0
- Armenian Tsopk/Kharpert. Costa Mesa, Kalif.: Mazda Publishers 2002, ISBN 978-1-56859-150-6
- Armenian Karin/Erzerum. Costa Mesa, Kalif.: Mazda Publishers 2003, ISBN 978-1-56859-151-3
- Armenian Sebastia/Sivas and Lesser Armenia. Costa Mesa, Kalif.: Mazda Publishers 2004, ISBN 978-1-56859-152-0
- Armenian Tigranakert/Diarbekir and Edessa/Urfa. Costa Mesa, Kalif.: Mazda Publishers 2006, ISBN 978-1-56859-153-7
- Armenian Cilicia. Costa Mesa, Kalif.: Mazda Publishers 2008, ISBN 978-1-56859-154-4
- Armenian Pontus: The Trebizond-Black Sea Communities. Costa Mesa, Kalif.: Mazda Publishers 2009, ISBN 978-1-56859-155-1
- mit Simon Payaslian: Armenian Constantinople. Costa Mesa, Calif.: Mazda Publishers 2010, ISBN 978-1-56859-156-8
- Armenian Kars and Ani. Costa Mesa, Kalif.: Mazda Publishers 2011, ISBN 978-1-56859-157-5
- Armenian Smyrna/Izmir: The Aegean Communities. Costa Mesa, Kalif.: Mazda Publishers 2012, ISBN 978-1-56859-158-2
- Armenian Kesaria/Kayseri and Cappadocia. Costa Mesa, Kalif.: Mazda Publishers 2013, ISBN 978-1-56859-159-9
- Armenian Communities of Asia Minor. Costa Mesa, Kalif.: Mazda Publishers 2014, ISBN 978-1-56859-160-5
- Armenian Communities of the Northeastern Mediterranean. Musa Dagh–Dört-Yol–Kessab. Costa Mesa, Kalif.: Mazda Publishers 2016, ISBN 978-1-56859-311-1
- Armenian Communities of Persia/Iran. History, Trade, Culture. Costa Mesa, Kalif.: Mazda Publishers 2021, ISBN 978-1-56859-358-6

Beiträge (Auswahl)
- Denial of the Armenian Genocide 100 Years Later. In: Genocide Studies International, Bd. 9, Nr. 2 (Herbst 2015), S. 228–247.
- The Armenian Genocide and Extreme Denial. In: Israel W. Charny (Hg.): Israel’s failed response to the Armenian genocide: denial, state deception, truth versus politicization of history; with three contemporary updates by a Turk, an Armenian, and a Jew, Ragip Zarakolu, Richard Hovannisian, Michael Berenbaum. Brookline, MA: Academic Studies Press, 2021, S. 170–202, ISBN 978-1-64469-523-4 (Druck); ISBN 978-1-64469-525-8 (E-Book)